# 646 v.Chr.

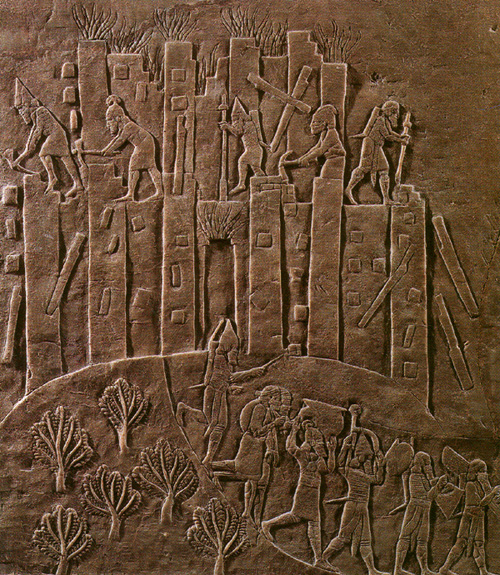
Verwoesting van de Elamietische hoofdstad Susa

Het jaar 646 v.Chr. is een jaartal in de 7e eeuw v.Chr. volgens de christelijke jaartelling.

## Gebeurtenissen

### Assyrië
- Koning Assurbanipal verovert de hoofdstad Susa van het koninkrijk Elam.